# Ahrik Țveiba
Ahrik Țveiba (n. 10 septembrie 1966) este un fost fotbalist georgian.

## Statistici
| Uniunea Sovietică | Uniunea Sovietică | Uniunea Sovietică |
| An                | Meciuri           | Goluri            |
| ----------------- | ----------------- | ----------------- |
| 1990              | 7                 | 1                 |
| 1991              | 10                | 0                 |
| 1992              | 8                 | 1                 |
| Total             | 25                | 2                 |
| Ucraina           |                   |                   |
| An                | Meciuri           | Goluri            |
| 1992              | 1                 | 0                 |
| Total             | 1                 | 0                 |
| Rusia             |                   |                   |
| An                | Meciuri           | Goluri            |
| 1997              | 8                 | 0                 |
| Total             | 8                 | 0                 |